# Diksnavelsaltator
De diksnavelsaltator (Saltator maxillosus) is een zangvogel uit de familie Thraupidae (Tangaren).

## Verspreiding en leefgebied
Deze soort komt voor van oostelijk Paraguay tot zuidoostelijk Brazilië en noordoostelijk Argentinië.